# Tartasse
Die Tartasse ist ein Fluss in Frankreich, der in der Region Auvergne-Rhône-Alpes verläuft. Sie entspringt im Gemeindegebiet von Ars-les-Favets, beim Weiler Montmazot, aus dem gleichnamigen See Étang de Montmazot, entwässert generell in westlicher Richtung durch die Landschaft Combraille und mündet nach rund 21 Kilometern gegenüber von Chambonchard, jedoch im Gemeindegebiet von La Petite-Marche, als rechter Nebenfluss in die Cher. Auf ihrem Weg durchquert die Tartasse die Départements Puy-de-Dôme sowie Allier und stößt bei ihrer Mündung auf das benachbarte Département Creuse in der Region Limousin.

## Orte am Fluss
- La Crouzille
- Ronnet
- Marcillat-en-Combraille